# Несс, Вильгельм
Вильге́льм Несс (норв. Wilhelm Næss, англ. Wilhelm Naess, Willhelm Naess; род. 21 августа 1994, Оппдал, Сёр-Трёнделаг) — норвежский кёрлингист.
В составе мужской сборной Норвегии участник чемпионата мира 2023, бронзовый призёр чемпионата Европы 2024, участник Зимней Универсиады 2013. В составе смешанной сборной Норвегии участник трёх чемпионатов мира; чемпион Норвегии среди смешанных команд. В составе юниорской мужской сборной Норвегии участник трёх юниорских чемпионатов мира.
В «классическом» кёрлинге (команда из четырёх человек одного пола) играет в основном на позициях второго и третьего.

## Достижения
- Чемпионат Европы по кёрлингу: бронза (2024).
- Чемпионат Норвегии по кёрлингу среди мужчин: серебро (2014, 2024).
- Чемпионат мира по кёрлингу среди смешанных команд: бронза (2019)
- Чемпионат Норвегии по кёрлингу среди смешанных команд: золото (2017, 2018, 2019), серебро (2023)
- Чемпионат мира по кёрлингу среди юниоров: бронза (2014).

## Команды
| Сезон                                             | Четвёртый           | Третий              | Второй                                             | Первый                | Запасной                                                                  | Турниры                              |
| ------------------------------------------------- | ------------------- | ------------------- | -------------------------------------------------- | --------------------- | ------------------------------------------------------------------------- | ------------------------------------ |
| 2012—13                                           | Эйрик Мён           | Мартин Сесакер      | Вильгельм Несс                                     | Markus Skogvold       | Гауте Непстад тренер: Оле Ингвальдсен                                     | ЧМЮ 2013 (5 место)                   |
| 2013—14                                           | Маркус Хёйберг      | Стеффен Вальстад    | Магнус Недреготтен                                 | Сандер Рёлвог         | Вильгельм Несс тренер: Оле Ингвальдсен                                    | ЗУ 2013 (4 место)                    |
| 2013—14                                           | Эйрик Мён           | Markus Skogvold     | Мартин Сесакер                                     | Вильгельм Несс        | Гауте Непстад тренер: Стейн Меллемсетер (ЧМЮ)                             | ЧМЮ 2014 · ЧНМ 2014                  |
| 2014—15                                           | Markus Skogvold     | Мартин Сесакер      | Вильгельм Несс                                     | Гауте Непстад         | Peder Siksjoe тренер: Стейн Меллемсетер                                   | ЧМЮ 2015 (6 место)                   |
| 2016—17                                           | Stig Høiberg        | Стеффен Меллемсетер | Anders Bjørgum                                     | Вильгельм Несс        | Sondre Snøve Høiberg                                                      | ЧНМ 2017 (14 место)                  |
| 2017—18                                           | Стеффен Меллемсетер | Вильгельм Несс      | Мартин Сесакер                                     | Harald Skarsheim Rian | Эйрик Мён                                                                 | ЧНМ 2018 (6 место)                   |
| 2018—19                                           | Стеффен Меллемсетер | Вильгельм Несс      | Harald Skarsheim Rian                              | Сандер Рёлвог         | Мартин Сесакер                                                            | ЧНМ 2019 (13 место)                  |
| 2019—20                                           | Стеффен Меллемсетер | Вильгельм Несс      | Harald Skarsheim Rian                              | Эйрик Мён             | Йёрген Мюран                                                              | ЧНМ 2020 (5 место)                   |
| 2021—22                                           | Стеффен Меллемсетер | Ingebrikt Bjørnstad | Вильгельм Несс                                     | Harald Skarsheim Rian |                                                                           | ЧНМ 2022 (7 место)                   |
| 2022—23                                           | Андреас Хорстад     | Михаэль Меллемсетер | Вильгельм Несс                                     | Emil Kvål             |                                                                           | ЧНМ 2023 (4 место)                   |
| 2022—23                                           | Магнус Рамсфьелл    | Мартин Сесакер      | Бендик Рамсфьелл                                   | Гауте Непстад         | Вильгельм Несс тренеры: Томас Лёвольд, Пол Трульсен                       | ЧМ 2023 (5 место)                    |
| 2023—24                                           | Андреас Хорстад     | Матиас Бранден      | Михаэль Меллемсетер                                | Вильгельм Несс        | Emil Kvål                                                                 | ЧНМ 2024                             |
| 2023—24                                           | Магнус Рамсфьелл    | Мартин Сесакер      | Бендик Рамсфьелл                                   | Гауте Непстад         | Вильгельм Несс тренеры: Томас Лёвольд (ЧЕ, ЧМ), Бент Онунн Рамсфьелл (ЧМ) | ЧЕ 2023 (5 место) ЧМ 2024 (10 место) |
| 2024—25                                           | Магнус Рамсфьелл    | Мартин Сесакер      | Бендик Рамсфьелл                                   | Гауте Непстад         | Вильгельм Несс тренер: Томас Лёвольд                                      | ЧЕ 2024 · ЧМ 2025 (6 место)          |
| 2024—25                                           | Андреас Хорстад     | Вильгельм Несс      | Михаэль Меллемсетер                                | Матиас Бранден        |                                                                           | ЧНМ 2025 (4 место)                   |
| Кёрлинг для смешанных команд (mixed curling)      |                     |                     |                                                    |                       |                                                                           |                                      |
| 2016—17                                           | Вильгельм Несс      | Ингвиль Скага       | Мартин Сесакер                                     | Эйрин Месло           |                                                                           | ЧНСК 2017                            |
| 2017—18                                           | Вильгельм Несс      | Ингвиль Скага       | Мартин Сесакер                                     | Эйрин Месло           | тренер: Vegard Mesloe                                                     | ЧМСК 2017 (4 место) · ЧНСК 2018      |
| 2018—19                                           | Вильгельм Несс      | Ингвиль Скага       | Мартин Сесакер (ЧМСК) Harald Skarsheim Rian (ЧНСК) | Эйрин Месло           |                                                                           | ЧМСК 2018 (4 место) · ЧНСК 2019      |
| 2019—20                                           | Вильгельм Несс      | Ингвиль Скага       | Harald Skarsheim Rian                              | Эйрин Месло           |                                                                           | ЧМСК 2019                            |
| 2022—23                                           | Андреас Хорстад     | Эйрин Месло         | Вильгельм Несс                                     | Nina Aune             |                                                                           | ЧНСК 2023                            |
| Кёрлинг для смешанных пар (mixed doubles curling) |                     |                     |                                                    |                       |                                                                           |                                      |
| 2019—20                                           | Эйрин Месло         | Вильгельм Несс      |                                                    |                       |                                                                           | ЧНСП 2020 (7 место)                  |
| 2021—22                                           | Эйрин Месло         | Вильгельм Несс      |                                                    |                       |                                                                           | [ 4 ]                                |
| 2022—23                                           | Эйрин Месло         | Вильгельм Несс      |                                                    |                       |                                                                           | ЧНСП 2023 (5 место)                  |
| 2023—24                                           | Эйрин Месло         | Вильгельм Несс      |                                                    |                       |                                                                           | ЧНСП 2024 (6 место)                  |

(скипы выделены полужирным шрифтом)